# La Tierra de Campos. Región natural
La Tierra de Campos. Región natural es un libro de Justo González Garrido, publicado en 1941 con varias ediciones posteriores que es considerado un clásico sobre Tierra de Campos.

## Contenido
El libro, editado en 1941, es fundamentalmente un estudio geográfico que incluye 4 mapas y también 170 fotograbados tanto de paisajes como de monumentos de la comarca conocida como Tierra de Campos. Se considera, por su lenguaje y contenido, un clásico de la bibliografía dedicada a esta comarca ubicada en el centro de la comunidad de Castilla y León y que toca a cuatro provincias: Palencia, Valladolid, Zamora y León. González Garrido hace un estudio de la geografía, la hidrografía, el clima, la vegetación, la flora y fauna así como su evolución histórica, con menciones a los campesinos y a sus pueblos. Así, en el capítulo octavo hace referencias la psicología social que el medio geográfico y natural impone: 

"Es seguro, por ejemplo, que si un entendimiento observador, se internara por los adustos y desolados parajes de la Tierra de Campos, donde nada sonríe ni halaga la vista, ni convida a apacible descanso, advertiría en seguida cuán a gusto mora en ellos, recoleto y triunfante en los rincones de los pueblos vetustos, un cierto espíritu de recelo sin reserva, de archiprudente desconfianza, un misoneísmo crudo, un temor a desconocido y a la aventura que hermanan muy bien con la conformidad sincera, virtuosa y tranquila, con la resignación verdaderamente estoica, con la costumbre de atenerse para los juicios a la propia experiencia y no conducir la vida por más derroteros que los que ella misma ha asendereado"

"Todas las cosas se perciben con claridad, precisión y exactitud. No encontraréis en el trato de estas gentes convencionalismos lógicos, perífrasis, eufemismos que rebocen las ideas, ni hipocresías corteses que desfiguren las impresiones; su cortesía es sobria e ingenua. A la decisión de las líneas en el ambiente corresponde la franqueza de las palabras; a la limpidez del aire, la pureza de los sentimientos"

## Ediciones
- 1941 - Justo González Garrido. Horizontes de Castilla. La Tierra de Campos. Región natural. Estudio geográfico, ilustrado con cuatro mapas y 170 fotograbados de paisajes y monumentos del país. Librería Santarén. Valladolid, 458 p., ilustrado, 21 cm.
- 1993 - Justo González Garrido. La Tierra de Campos. Región natural. Editorial Ámbito, Valladolid, ISBN: 84-86770-84-X